# 4Pi 顕微鏡
4Pi 顕微鏡（4Pi けんびきょう、4Pi microscope）は蛍光顕微鏡の一種。

## 概要
これまで光学顕微鏡の回折限界を超えるために様々な努力がなされてきた。1992年にシュテファン・ヘルによって開発された4Pi顕微鏡もその様々な試みの一つで、試料と対向する対物レンズからレーザーを照射して試料の蛍光色素を励起して、放出された光を干渉することによって高分解能の画像を得る。対向する2つの対物レンズの光路長は同じになるように調整される。4Pi顕微鏡では試料ステージのXY走査が必要なため、撮像にやや時間を要するもののアーティファクトを除去できる。2004年にライカマイクロシステムズからLeica TCS 4Pi が発売された。

## 特徴
- 従来の光学顕微鏡では不可能だった回折限界以下の100nm以下の分解能を得られる
- 試料を機械的に走査するので撮像時間がかかる
- 走査機構を必要とする
- 試料は光を透過するために200nm以下に薄くスライス必要がある